# サッカー・ブンデスリーガ (オーストリア)
オーストリア・サッカー・ブンデスリーガ（ドイツ語: Österreichische Fußball-Bundesliga, ドイツ語発音: [ˈøːstɐʁaɪ̯çɪʃə ˈfuːsbal ˈbʊndəsliːɡa]、エースターライヒシェ・フースバル＝ブンデスリーガ, 英語: Austrian Football Bundesliga）は、オーストリアにおけるプロサッカーの最上位リーグである。
リーグは1911年に創設されており、世界で最も古い歴史を持つサッカーリーグの一つである。1924年には2部リーグも創立し、1部と2部の全チームが完全なプロサッカークラブとして運営され、イングランド、スコットランドに次いで、ヨーロッパで3番目、同時にイギリスを除くヨーロッパ大陸で最も古い歴史を有する。

## 歴史

### 1890年代 - 1900年代
オーストリアで初めてFA（イングランドサッカー協会）のルールに基づきサッカーの公式戦が行われたのはオーストリア＝ハンガリー帝国時代の1894年のこと。1897年からはチェコやハンガリー、スロバキアなどのチームも参加した国際大会のチャレンジ・カップ（オーストリア・カップの前身）が開催されるようになる。1900年からの4年間、そして1906年にはオーストリアでリーグ戦が行われているが、組織上や財政的な問題、そして実際にオーストリア内での試合よりハプスブルク帝国内で行われていた国際親善試合（オーストリア対ハンガリー、オーストリア対チェコ等）やチャレンジ・カップの方が人気があったため、なかなか継続できずにいた。

### 1910年代 - 1940年代
1911年に現在まで続くオーストリア最高峰リーグが創設された。このような状況からオーストリアサッカー協会のフーゴ・マイスル会長は全クラブの正式なプロ化を推薦。1924年には1部に次ぎ2部も創立され、1部と2部の全チームが完全なプロ・サッカー・チームとして運営されるようになる。そのため1924年がオーストリアでのプロサッカーの始まりとされているが、これはイングランド、スコットランドに次いで、ヨーロッパで3番目、そしてイギリスを除くヨーロッパ大陸では最も歴史のあるプロフェッショナル・サッカーリーグの誕生を意味している。ちなみにプロリーグ初年度に1部で優勝を飾ったチームはSCハコア・ウィーンである。
1938年、オーストリアがナチス・ドイツに併合された（アンシュルス）。「サッカーで生計を立てるというプロフェッショナリズムは、1人の成人としての正式な職業に値しない」というナチス・ドイツの方針からプロサッカーは廃止される。これによってドイツ・サッカー選手権の傘下となっても、オーストリア・ブンデスリーガは「ドナウ・アルペンランド・リーガ」という名称で形は残すものの、ナチス・ドイツによるリーグのアマチュア化がレベルの低下を招く。

### 1950年代 - 1980年代
第2次世界大戦直後からプロサッカー復活への動きがあり、1949年にはプロサッカーが、そして国内リーグ1部と2部が完全に復活した。また、1951年と1952年にブラジルで開催された国際サッカー連盟（FIFA）とブラジルサッカー連盟（CBF）が共催したクラブワールドカップ（当時の正式名称はコパ・リオ）では、開幕戦でオーストリアを代表して出場したクラブチームが1950 FIFAワールドカップでの優勝選手が5人スタメン出場し、当時南米最強チームの1つあったナシオナルをエスタジオ・ド・マラカナンで4‐0で下し、2年連続準決勝進出を果たした。1953年にはFIFA（世界サッカー連盟）が選出した世界選抜チームに11人の選手のうち6人が、そして同チームの監督までもがオーストリア人で選ばれた。
1960年代になるとドイツをはじめ、ヨーロッパの各国でプロフェッショナル・サッカーリーグがスタート。オーストリアのチームは1970年代から1980年代にかけて、UEFAチャンピオンズカップ、UEFAカップウィナーズカップ、UEFAカップ等で2度の決勝、2度の準決勝、6度の準々決勝進出を果たし、ミトローパ・カップでも3度の優勝を飾るものの、1960年代初期までのような他国を圧倒するような力は失われていき、ヨーロッパ最高峰リーグの肩書きはイングランドやドイツ、イタリアのものになる。ちなみに、「ブンデスリーガ」という名称になったのはこの時代の1974－1975シーズンからである。

### 1990年代 - 2000年代
1995年12月のボスマン判決は、ドイツやイタリア、スペインのリーグ等に比べ経済力に劣るオーストリアのクラブにとって死刑判決に等しかった。実際に多くのクラブが破産するなど、オーストリア・サッカー界全体に波紋を起こした。このような厳しい状況の中、ヨーロッパカップで好結果を残したチームもあった。SVアウストリア・ザルツブルク（現：FCレッドブル・ザルツブルク）は1994年にUEFAカップ準優勝を果たし、翌年にはUEFAチャンピオンズリーグでもオランダのアヤックス・アムステルダムとアウェーで引き分け、ギリシャのAEKアテネを破った。SKラピード・ウィーンは1996年にはUEFAカップウィナーズカップで準優勝した。また、SKシュトゥルム・グラーツが3年連続でUEFAチャンピオンズリーグ本戦に出場し、1度はグループリーグを首位で突破した。
それまではオーストリア放送協会（ORF）にオーストリア・ブンデスリーガ、及びオーストリア・ブンデスリーガ2部の放映権が独占的に与えられていたが、21世紀に入ってからはORFより高額な金額で民間放送のATVや同じく民間の有料チャンネルPremiere等が放映権を獲得。
UEFA EURO 2008がオーストリアで開催されることが決定すると、それまでは主にサッカーオーストリア代表チームの好結果も手伝い、後れを取っていた育成に関しても、オーストリアサッカー協会が全体的な見直し、及び改革を実施。UEFA EURO 2008に向けて新たな育成プロジェクト「Challenge08」（チャレンジ08）が発表され、各カテゴリーの代表チームがUEFA欧州選手権やワールドカップで好成績を残すようになる。
また、オーストリア・サッカー界に大きな衝撃を与えたのはレッドブル社によるSVアウストリア・ザルツブルクの買収である。SVアウストリア・ザルツブルクは2004年の時点で膨大な借金をしており、破産寸前と噂されていたが、レッドブル社の膨大な資金により、ハード面への投資、クラブマネジメントの強化、スカウティング部の設立、新トレーニングセンターの設立、育成の見直し、及び強化など様々な改革が行われた。

### 2010年代 - 2020年代
2020年8月14日、SVマッテルスブルクが財政難によりクラブを解散した。

## 大会形式
12チームによる2回戦総当たり（計22試合）のレギュラーシーズンが行われ、レギュラーシーズン終了後上位6チームは優勝プレーオフへ、下位6チームは降格プレーオフに進む。その際、レギュラーシーズンの勝ち点の半分をそれぞれ持ち越す。その後、各プレーオフで再度2回戦総当たり（計10試合）行われる。
2部リーグの2. ブンデスリーガは10チームで構成されている。3部リーグとなるレギオナルリーガは、西部・中部・東部の3地区に分かれており、各リーグは16チームで構成されている。それぞれのリーグ優勝チームが2部に昇格し、下位2チームもしくは3チームが4部リーグに降格する。なお、オーストリアには9部リーグまであるが、6部から9部は完全なアマチュアリーグである。
優勝プレーオフ
優勝チームは次年度のUEFAチャンピオンズリーググループステージへ、2位は同じくチャンピオンズリーグの予選3回戦への出場権を獲得する。
3位はUEFAヨーロッパリーググループステージへ、4位は同じくヨーロッパリーグの予選3回戦への出場権を獲得、5位はヨーロッパリーグ予選出場権を賭けたプレーオフへ進む。
ヨーロッパリーグプレーオフ
準決勝は、降格プレーオフ上位2チームによる上位チームのホームでの一発勝負。勝者が決勝へ進む。
決勝は、準決勝勝者と優勝プレーオフ5位チームがホーム・アンド・アウェー方式で対戦し、勝者がヨーロッパリーグ予選2回戦の出場権を獲得する。
降格プレーオフ
上位2位までは、ヨーロッパリーグ予選出場権を賭けたプレーオフへ進む。最下位（12位）は、2部リーグに自動降格する。

### 外国人枠
外国人枠は存在せず、若いオーストリア人選手を使えば使う程テレビ放映権の分配金が増えるというシステムを採用している。四半期にごとに計算して、放映権収入の50%を10チームで平等分配し、残り50%をオーストリア人選手（オーストリア国籍を保有する選手、もしくは19歳未満でオーストリアにてサッカー選手として初登録されオーストリアのU22代表チームに召集される権利を持つ選手）の起用実績に応じて分配するという仕組みである。この分配金を得るためには、少なくとも12人の上記のオーストリア人選手を試合メンバー表に登録しなければならない。分配金は試合出場時間に応じて各クラブに支払われるが、22歳以下の選手の試合出場時間は2倍として計算される。

### シーズン別大会名
- max.Bundesliga（1997-2003）
- T-Mobile Bundesliga（2003-2008）
- tipp 3-Bundesliga powered by T-Mobile（2008-2014）
- Tipico Bundesliga（2014-2021）
- Admiral Bundesliga（2021-）

## 所属クラブ
2023-24シーズン
| クラブ名                         | ホームタウン                 | ホームスタジアム                         | 収容人数 |
| -------------------------------- | ---------------------------- | ---------------------------------------- | -------- |
| SKオーストリア・クラーゲンフルト | クラーゲンフルト             | ヴェルターゼー・シュターディオン         | 32,000   |
| FKアウストリア・ウィーン         | ウィーン                     | ジェネラーリ・アレーナ                   | 17,500   |
| FCブラウ＝ヴァイス・リンツ       | リンツ                       | ホフマン・パーソナル・シュタディオン     | 5,595    |
| LASK                             | リンツ                       | ライファイゼン・アレーナ                 | 19,080   |
| SKラピード・ウィーン             | ウィーン                     | アリアンツ・シュターディオン             | 28,000   |
| FCレッドブル・ザルツブルク       | ヴァルス＝ズィーツェンハイム | レッドブル・アレーナ                     | 30,188   |
| SCラインドルフ・アルタッハ       | アルタッハ                   | キャッシュポイント・アレーナ             | 8,500    |
| SCアウストリア・ルステナウ       | ルステナウ                   | ライヒスホーフシュターディオン           | 8,000    |
| SKシュトゥルム・グラーツ         | グラーツ                     | メルクール・アレーナ                     | 15,323   |
| TSVハルトベルク                  | ハルトベルク                 | プロフェルティル・アレーナ・ハルトベルク | 4,500    |
| ヴォルフスベルガーAC             | ヴォルフスベルク             | ラーヴァントタール＝アレーナ             | 7,300    |
| WSGスワロフスキー・ティロル      | インスブルック               | ティヴォリ・シュターディオン・ティロル   | 16,008   |

## 結果

### 歴代優勝クラブ
| シーズン                 | 優勝                           | 準優勝                         | 3位                                  |
| ------------------------ | ------------------------------ | ------------------------------ | ------------------------------------ |
| 1911-12                  | SKラピード・ウィーン           | ヴィーナー・シュポルト＝クルプ | ヴィーナーAF                         |
| 1912-13                  | SKラピード・ウィーン           | ヴィーナーAF                   | ヴィーナー・シュポルト＝クルプ       |
| 1913-14                  | ヴィーナーAF                   | SKラピード・ウィーン           | ヴィーナーAC                         |
| 1914-15                  | ヴィーナーAC                   | ヴィーナーAF                   | SKラピード・ウィーン                 |
| 1915-16                  | SKラピード・ウィーン           | フローリツドルファーAC         | ヴィーナーAF                         |
| 1916-17                  | SKラピード・ウィーン           | フローリツドルファーAC         | SpCルードルフシューゲル              |
| 1917-18                  | フローリツドルファーAC         | SKラピード・ウィーン           | ヴィーナーAF                         |
| 1918-19                  | SKラピード・ウィーン           | SpCルードルフシューゲル        | ヴィーナーAC                         |
| 1919-20                  | SKラピード・ウィーン           | アマチュア・ウィーン           | ヴィーナー・シュポルト＝クルプ       |
| 1920-21                  | SKラピード・ウィーン           | アマチュア・ウィーン           | SpCルードルフシューゲル              |
| 1921-22                  | ヴィーナー・シュポルト＝クルプ | SCハコア・ウィーン             | SKラピード・ウィーン                 |
| 1922-23                  | SKラピード・ウィーン           | アマチュア・ウィーン           | SKアドミラ・ヴィーン                 |
| 1923-24                  | アマチュア・ウィーン           | ファースト・ヴィエナFC         | ヴィーナー・シュポルト＝クルプ       |
| 1924-25                  | SCハコア・ウィーン             | アマチュア・ウィーン           | ファースト・ヴィエナFC               |
| 1925-26                  | アマチュア・ウィーン           | ファースト・ヴィエナFC         | 1.ジンメリンガーSC                   |
| 1926-27                  | SKアドミラ・ヴィーン           | ブリーギッテナウアーAC         | SKラピード・ウィーン                 |
| 1927-28                  | SKアドミラ・ヴィーン           | SKラピード・ウィーン           | ファースト・ヴィエナFC               |
| 1928-29                  | SKラピード・ウィーン           | SKアドミラ・ヴィーン           | ヴィーナーAC                         |
| 1929-30                  | SKラピード・ウィーン           | SKアドミラ・ヴィーン           | ファースト・ヴィエナFC               |
| 1930-31                  | ファースト・ヴィエナFC         | SKアドミラ・ヴィーン           | SKラピード・ウィーン                 |
| 1931-32                  | SKアドミラ・ヴィーン           | ファースト・ヴィエナFC         | SKラピード・ウィーン                 |
| 1932-33                  | ファースト・ヴィエナFC         | SKラピード・ウィーン           | SKアドミラ・ヴィーン                 |
| 1933-34                  | SKアドミラ・ヴィーン           | SKラピード・ウィーン           | FKアウストリア・ウィーン             |
| 1934-35                  | SKラピード・ウィーン           | SKアドミラ・ヴィーン           | ファースト・ヴィエナFC               |
| 1935-36                  | SKアドミラ・ヴィーン           | ファースト・ヴィエナFC         | SKラピード・ウィーン                 |
| 1936-37                  | SKアドミラ・ヴィーン           | FKアウストリア・ウィーン       | ファースト・ヴィエナFC               |
| 1937-38                  | SKラピード・ウィーン           | ヴィーナー・シュポルト＝クルプ | FKアウストリア・ウィーン             |
| 1938-39                  | SKアドミラ・ヴィーン           | SCヴァッカー・ヴィーン         | SKラピード・ウィーン                 |
| 1939-40                  | SKラピード・ウィーン           | SCヴァッカー・ヴィーン         | ヴィーナー・シュポルト＝クルプ       |
| 1940-41                  | SKラピード・ウィーン           | SCヴァッカー・ヴィーン         | ファースト・ヴィエナFC               |
| 1941-42                  | ファースト・ヴィエナFC         | FCヴィーン                     | SKラピード・ウィーン                 |
| 1942-43                  | ファースト・ヴィエナFC         | ヴィーナーAC                   | フローリツドルファーAC               |
| 1943-44                  | ファースト・ヴィエナFC         | フローリツドルファーAC         | ヴィーナーAC                         |
| 1944-45                  | 第二次世界大戦により中止       | 第二次世界大戦により中止       | 第二次世界大戦により中止             |
| 1945-46                  | SKラピード・ウィーン           | FKアウストリア・ウィーン       | SCヴァッカー・ヴィーン               |
| 1946-47                  | SCヴァッカー・ヴィーン         | SKラピード・ウィーン           | ファースト・ヴィエナFC               |
| 1947-48                  | SKラピード・ウィーン           | SCヴァッカー・ヴィーン         | FKアウストリア・ウィーン             |
| 1948-49                  | FKアウストリア・ウィーン       | SKラピード・ウィーン           | SKアドミラ・ヴィーン                 |
| 1949-50                  | FKアウストリア・ウィーン       | SKラピード・ウィーン           | SCヴァッカー・ヴィーン               |
| 1950-51                  | SKラピード・ウィーン           | SCヴァッカー・ヴィーン         | FKアウストリア・ウィーン             |
| 1951-52                  | SKラピード・ウィーン           | FKアウストリア・ウィーン       | ファースト・ヴィエナFC               |
| 1952-53                  | FKアウストリア・ウィーン       | SCヴァッカー・ヴィーン         | SKラピード・ウィーン                 |
| 1953-54                  | SKラピード・ウィーン           | FKアウストリア・ウィーン       | SCヴァッカー・ヴィーン               |
| 1954-55                  | ファースト・ヴィエナFC         | ヴィーナー・シュポルト＝クルプ | SKラピード・ウィーン                 |
| 1955-56                  | SKラピード・ウィーン           | SCヴァッカー・ヴィーン         | ファースト・ヴィエナFC               |
| 1956-57                  | SKラピード・ウィーン           | ファースト・ヴィエナFC         | FKアウストリア・ウィーン             |
| 1957-58                  | ヴィーナー・シュポルト＝クルプ | SKラピード・ウィーン           | ファースト・ヴィエナFC               |
| 1958-59                  | ヴィーナー・シュポルト＝クルプ | SKラピード・ウィーン           | ファースト・ヴィエナFC               |
| 1959-60                  | SKラピード・ウィーン           | ヴィーナー・シュポルト＝クルプ | ヴィーナーAC                         |
| 1960-61                  | FKアウストリア・ウィーン       | ファースト・ヴィエナFC         | ヴィーナーAC                         |
| 1961-62                  | FKアウストリア・ウィーン       | LASK                           | SKアドミラ・ヴィーン                 |
| 1962-63                  | FKアウストリア・ウィーン       | SKアドミラ・ヴィーン           | ヴィーナー・シュポルト＝クルプ       |
| 1963-64                  | SKラピード・ウィーン           | FKアウストリア・ウィーン       | LASK                                 |
| 1964-65                  | LASK                           | SKラピード・ウィーン           | SKアドミラ・ヴィーン                 |
| ナツィオナルリーガ       |                                |                                |                                      |
| 1965-66                  | SKアドミラ・ヴィーン           | SKラピード・ウィーン           | FKアウストリア・ウィーン             |
| 1966-67                  | SKラピード・ウィーン           | FCヴァッカー・インスブルック   | FKアウストリア・ウィーン             |
| 1967-68                  | SKラピード・ウィーン           | FCヴァッカー・インスブルック   | FKアウストリア・ウィーン             |
| 1968-69                  | FKアウストリア・ウィーン       | ヴィーナー・シュポルト＝クルプ | SKラピード・ウィーン                 |
| 1969-70                  | FKアウストリア・ウィーン       | ヴィーナー・シュポルト＝クルプ | SKシュトゥルム・グラーツ             |
| 1970-71                  | FCヴァッカー・インスブルック   | SVアウストリア・ザルツブルク   | SKラピード・ウィーン                 |
| 1971-72                  | FCヴァッカー・インスブルック   | FKアウストリア・ウィーン       | SK VÖESTリンツ                       |
| 1972-73                  | FCヴァッカー・インスブルック   | SKラピード・ウィーン           | グラーツァーAK                       |
| 1973-74                  | SK VÖESTリンツ                 | FCヴァッカー・インスブルック   | SKラピード・ウィーン                 |
| ブンデスリーガ           |                                |                                |                                      |
| 1974-75                  | FCヴァッカー・インスブルック   | SK VÖESTリンツ                 | SKラピード・ウィーン                 |
| エアステ・ディヴィジオン |                                |                                |                                      |
| 1975-76                  | FKアウストリア・ウィーン       | FCヴァッカー・インスブルック   | SKラピード・ウィーン                 |
| 1976-77                  | FCヴァッカー・インスブルック   | SKラピード・ウィーン           | FKアウストリア・ウィーン             |
| 1977-78                  | FKアウストリア・ウィーン       | SKラピード・ウィーン           | FCヴァッカー・インスブルック         |
| 1978-79                  | FKアウストリア・ウィーン       | ヴィーナー・シュポルト＝クルプ | SKラピード・ウィーン                 |
| 1979-80                  | FKアウストリア・ウィーン       | SK VÖESTリンツ                 | LASK                                 |
| 1980-81                  | FKアウストリア・ウィーン       | SKシュトゥルム・グラーツ       | SKラピード・ウィーン                 |
| 1981-82                  | SKラピード・ウィーン           | FKアウストリア・ウィーン       | グラーツァーAK                       |
| 1982-83                  | SKラピード・ウィーン           | FKアウストリア・ウィーン       | FCヴァッカー・インスブルック         |
| 1983-84                  | FKアウストリア・ウィーン       | SKラピード・ウィーン           | LASK                                 |
| 1984-85                  | FKアウストリア・ウィーン       | SKラピード・ウィーン           | LASK                                 |
| 1985-86                  | FKアウストリア・ウィーン       | SKラピード・ウィーン           | FCヴァッカー・インスブルック         |
| 1986-87                  | SKラピード・ウィーン           | FKアウストリア・ウィーン       | FCスワロフスキー・チロル             |
| 1987-88                  | SKラピード・ウィーン           | FKアウストリア・ウィーン       | SKシュトゥルム・グラーツ             |
| 1988-89                  | FCスワロフスキー・チロル       | FCアドミラ・ヴァッカー         | FKアウストリア・ウィーン             |
| 1989-90                  | FCスワロフスキー・チロル       | FKアウストリア・ウィーン       | SKラピード・ウィーン                 |
| 1990-91                  | FKアウストリア・ウィーン       | FCスワロフスキー・チロル       | SKシュトゥルム・グラーツ             |
| 1991-92                  | FKアウストリア・ウィーン       | SVアウストリア・ザルツブルク   | FCスワロフスキー・チロル             |
| ブンデスリーガ           |                                |                                |                                      |
| 1992-93                  | FKアウストリア・ウィーン       | SVアウストリア・ザルツブルク   | FCアドミラ・ヴァッカー               |
| 1993-94                  | SVアウストリア・ザルツブルク   | FKアウストリア・ウィーン       | FCアドミラ・ヴァッカー               |
| 1994-95                  | SVアウストリア・ザルツブルク   | SKシュトゥルム・グラーツ       | SKラピード・ウィーン                 |
| 1995-96                  | SKラピード・ウィーン           | SKシュトゥルム・グラーツ       | FCティロル・インスブルック           |
| 1996-97                  | SVアウストリア・ザルツブルク   | SKラピード・ウィーン           | SKシュトゥルム・グラーツ             |
| 1997-98                  | SKシュトゥルム・グラーツ       | SKラピード・ウィーン           | グラーツァーAK                       |
| 1998-99                  | SKシュトゥルム・グラーツ       | SKラピード・ウィーン           | グラーツァーAK                       |
| 1999-00                  | FCティロル・インスブルック     | SKシュトゥルム・グラーツ       | SKラピード・ウィーン                 |
| 2000-01                  | FCティロル・インスブルック     | SKラピード・ウィーン           | グラーツァーAK                       |
| 2001-02                  | FCティロル・インスブルック     | SKシュトゥルム・グラーツ       | グラーツァーAK                       |
| 2002-03                  | FKアウストリア・ウィーン       | グラーツァーAK                 | SVアウストリア・ザルツブルク         |
| 2003-04                  | グラーツァーAK                 | FKアウストリア・ウィーン       | SVパッシング                         |
| 2004-05                  | SKラピード・ウィーン           | グラーツァーAK                 | FKアウストリア・ウィーン             |
| 2005-06                  | FKアウストリア・ウィーン       | FCレッドブル・ザルツブルク     | SVパッシング                         |
| 2006-07                  | FCレッドブル・ザルツブルク     | SVリート                       | SVマッテルスブルク                   |
| 2007-08                  | SKラピード・ウィーン           | FCレッドブル・ザルツブルク     | FKアウストリア・ウィーン             |
| 2008-09                  | FCレッドブル・ザルツブルク     | SKラピード・ウィーン           | FKアウストリア・ウィーン             |
| 2009-10                  | FCレッドブル・ザルツブルク     | FKアウストリア・ウィーン       | SKラピード・ウィーン                 |
| 2010-11                  | SKシュトゥルム・グラーツ       | FCレッドブル・ザルツブルク     | FKアウストリア・ウィーン             |
| 2011-12                  | FCレッドブル・ザルツブルク     | SKラピード・ウィーン           | FCアドミラ・ヴァッカー・メードリング |
| 2012-13                  | FKアウストリア・ウィーン       | FCレッドブル・ザルツブルク     | SKラピード・ウィーン                 |
| 2013-14                  | FCレッドブル・ザルツブルク     | SKラピード・ウィーン           | SVグレーディヒ                       |
| 2014-15                  | FCレッドブル・ザルツブルク     | SKラピード・ウィーン           | SCラインドルフ・アルタッハ           |
| 2015-16                  | FCレッドブル・ザルツブルク     | SKラピード・ウィーン           | FKアウストリア・ウィーン             |
| 2016-17                  | FCレッドブル・ザルツブルク     | FKアウストリア・ウィーン       | SKシュトゥルム・グラーツ             |
| 2017-18                  | FCレッドブル・ザルツブルク     | SKシュトゥルム・グラーツ       | SKラピード・ウィーン                 |
| 2018-19                  | FCレッドブル・ザルツブルク     | LASK                           | ヴォルフスベルガーAC                 |
| 2019-20                  | FCレッドブル・ザルツブルク     | SKラピード・ウィーン           | ヴォルフスベルガーAC                 |
| 2020-21                  | FCレッドブル・ザルツブルク     | SKラピード・ウィーン           | SKシュトゥルム・グラーツ             |
| 2021-22                  | FCレッドブル・ザルツブルク     | SKシュトゥルム・グラーツ       | FKアウストリア・ウィーン             |
| 2022-23                  | FCレッドブル・ザルツブルク     | SKシュトゥルム・グラーツ       | LASK                                 |
| 2023-24                  | SKシュトゥルム・グラーツ       | FCレッドブル・ザルツブルク     | LASK                                 |

### クラブ別優勝回数
| クラブ | 優勝 | 準優勝 | 優勝年 |
| --- | ---- | ------ | --- |
| SKラピード・ウィーン | 32   | 29     | 1911–12, 1912–13, 1915–16, 1916–17, 1918–19, 1919–20, 1920–21, 1922–23, 1928–29, 1929–30, 1934–35, 1937–38, 1939–40, 1940–41, 1945–46, 1947–48, 1950–51, 1951–52, 1953–54, 1955–56, 1956–57, 1959–60, 1963–64, 1966–67, 1967–68, 1981–82, 1982–83, 1986–87, 1987–88, 1995–96, 2004–05, 2007–08 |
| FKアウストリア・ウィーン | 24   | 19     | 1923–24, 1925–26, 1948–49, 1949–50, 1952–53, 1960–61, 1961–62, 1962–63, 1968–69, 1969–70, 1975–76, 1977–78, 1978–79, 1979–80, 1980–81, 1983–84, 1984–85, 1985–86, 1990–91, 1991–92, 1992–93, 2002–03, 2005–06, 2012–13                                                                         |
| SVアウストリア・ザルツブルク/ FCレッドブル・ザルツブルク                                                                                   | 17   | 7      | 1993–94, 1994–95, 1996–97, 2006–07, 2008–09, 2009–10, 2011–12, 2013–14, 2014–15, 2015–16, 2016–17, 2017–18, 2018–19, 2019-20, 2020–21, 2021–22, 2022-23 |
| FCヴァッカー・インスブルック/ FCスワロフスキー・ティロル/ FCティロル・インスブルック/ FCヴァッカー・ティロル/ FCヴァッカー・インスブルック | 10   | 5      | 1970–71, 1971–72, 1972–73, 1974–75, 1976–77, 1988–89, 1989–90, 1999–00, 2000–01, 2001–02 |
| SKアドミラ・ウィーン/ FCアドミラ・ヴァッカー/ FCアドミラ・ヴァッカー・メードリング                                                         | 9    | 13     | 1926–27, 1927–28, 1931–32, 1933–34, 1935–36, 1936–37, 1938–39, 1946–47, 1965–66 |
| ファースト・ヴィエナFC | 6    | 6      | 1930–31, 1932–33, 1941–42, 1942–43, 1943–44, 1954–55 |
| SKシュトゥルム・グラーツ | 5    | 8      | 1997–98, 1998–99, 2010–11, 2023–24, 2024–25 |
| ヴィーナー・シュポルト＝クルプ | 3    | 7      | 1921–22, 1957–58, 1958–59 |
| フローリツドルファーAC | 1    | 3      | 1917–18 |
| ヴィーナーAF | 1    | 2      | 1913–14 |
| LASK | 1    | 2      | 1964–65 |
| SK VÖESTリンツ | 1    | 2      | 1973–74 |
| グラーツァーAK | 1    | 2      | 2003–04 |
| ヴィーナーAC | 1    | 1      | 1914–15 |
| SCハコア・ウィーン | 1    | 1      | 1924–25 |

## 統計

### 通算成績表
2012-13シーズン終了時点
| 順位 | クラブ | シーズン | 試合数 | 勝利 | 引分 | 敗北 | 得点 | 失点 | 得失点 | 勝ち点 |
| ---- | --- | -------- | ------ | ---- | ---- | ---- | ---- | ---- | ------ | ------ |
| 1    | SKラピード・ウィーン | 101      | 2789   | 1564 | 602  | 623  | 6739 | 3601 | +3138  | 5294   |
| 2    | FKアウストリア・ウィーン | 101      | 2789   | 1467 | 575  | 747  | 5960 | 3754 | +2206  | 4976   |
| 3    | SKアドミラ・ウィーン/ FCアドミラ・ヴァッカー/ FCアドミラ・ヴァッカー・メードリング                                                         | 84       | 2352   | 909  | 550  | 893  | 4203 | 4009 | +194   | 3277   |
| 4    | ヴィーナー・シュポルト＝クルプ | 76       | 1871   | 755  | 415  | 701  | 3562 | 3347 | +215   | 2680   |
| 5    | ファースト・ヴィエナFC | 68       | 1672   | 729  | 354  | 589  | 3403 | 2850 | +553   | 2541   |
| 6    | SKシュトゥルム・グラーツ | 57       | 1824   | 689  | 454  | 681  | 2628 | 2708 | -80    | 2521   |
| 7    | SVアウストリア・ザルツブルク/ FCレッドブル・ザルツブルク                                                                                   | 49       | 1618   | 650  | 404  | 564  | 2414 | 2226 | +188   | 2354   |
| 8    | FCヴァッカー・インスブルック/ FCスワロフスキー・ティロル/ FCティロル・インスブルック/ FCヴァッカー・ティロル/ FCヴァッカー・インスブルック | 43       | 1452   | 659  | 370  | 423  | 2342 | 1717 | +625   | 2347   |
| 9    | グラーツァーAK | 50       | 1546   | 572  | 406  | 568  | 2196 | 2321 | -125   | 2122   |
| 10   | LASK | 48       | 1460   | 519  | 361  | 580  | 2090 | 2330 | -240   | 1918   |
| 11   | SCヴァッカー・ヴィーン | 52       | 1153   | 472  | 245  | 436  | 2490 | 2225 | +265   | 1661   |
| 12   | ヴィーナーAC | 38       | 825    | 318  | 177  | 330  | 1668 | 1666 | +2     | 1131   |
| 13   | フローリツドルファーAC | 38       | 787    | 285  | 154  | 348  | 1630 | 1837 | -207   | 1009   |
| 14   | SK VÖESTリンツ（現・FCシュタール・リンツ）                                                                                                 | 23       | 738    | 256  | 209  | 273  | 954  | 1013 | -59    | 977    |
| 15   | 1.ジンメリンガーSC | 36       | 847    | 262  | 166  | 419  | 1449 | 1996 | -547   | 952    |
| 16   | FCヴィーン | 27       | 576    | 204  | 127  | 245  | 1054 | 1246 | -192   | 739    |
| 17   | SVリート | 16       | 576    | 193  | 152  | 231  | 728  | 777  | -49    | 731    |
| 18   | FCケルンテン | 20       | 596    | 173  | 156  | 267  | 676  | 966  | -290   | 675    |
| 19   | カプフェンベルガーSV | 15       | 430    | 107  | 93   | 230  | 545  | 931  | -386   | 414    |
| 20   | SVマッテルスブルク | 10       | 360    | 107  | 91   | 162  | 436  | 582  | -146   | 412    |

### 歴代得点王
| シーズン | 選手名                           | 得点数 | 所属クラブ                           |
| -------- | -------------------------------- | ------ | ------------------------------------ |
| 1974–75  | ヘルムート・ケグルベルガー       | 22     | LASK                                 |
| 1975–76  | ヨーハン・ピルクナー             | 21     | FKアウストリア・ウィーン             |
| 1976–77  | ハンス・クランクル               | 32     | SKラピード・ウィーン                 |
| 1977–78  | ハンス・クランクル               | 41     | SKラピード・ウィーン                 |
| 1978–79  | ヴァルター・シャハナー           | 24     | FKアウストリア・ウィーン             |
| 1979–80  | ヴァルター・シャハナー           | 34     | FKアウストリア・ウィーン             |
| 1980–81  | ゲルノト・ユルティン             | 20     | SKシュトゥルム・グラーツ             |
| 1981–82  | ボジョ・バコタ                   | 24     | SKシュトゥルム・グラーツ             |
| 1982–83  | ハンス・クランクル               | 23     | SKラピード・ウィーン                 |
| 1983–84  | ニラシ・ティボル                 | 26     | FKアウストリア・ウィーン             |
| 1984-85  | アントン・ポルスター             | 24     | FKアウストリア・ウィーン             |
| 1985-86  | アントン・ポルスター             | 33     | FKアウストリア・ウィーン             |
| 1986-87  | アントン・ポルスター             | 39     | FKアウストリア・ウィーン             |
| 1987-88  | ゾラン・ストヤディノヴィチ       | 27     | SKラピード・ウィーン                 |
| 1988-89  | ペーター・パークルト             | 26     | FCスワロフスキー・ティロル           |
| 1989-90  | ゲルハルト・ロダックス           | 35     | FCアドミラ・ヴァッカー・メードリング |
| 1990-91  | ヴァーツラフ・ダニェク           | 29     | FCスワロフスキー・ティロル           |
| 1991-92  | クリストフ・ヴェスターターラー   | 17     | FCスワロフスキー・ティロル           |
| 1992-93  | ヴァーツラフ・ダニェク           | 24     | FCティロル・インスブルック           |
| 1993-94  | ニコラ・ユルチェヴィッチ         | 14     | SVアウストリア・ザルツブルク         |
| 1993-94  | ハイモ・プファイフェンベルガー   | 14     | SVアウストリア・ザルツブルク         |
| 1994-95  | スレイマン・サネ                 | 20     | FCティロル・インスブルック           |
| 1995-96  | イヴィツァ・ヴァスティッチ       | 22     | SKシュトゥルム・グラーツ             |
| 1996-97  | レネー・ヴァーグナー             | 21     | SKラピード・ウィーン                 |
| 1997-98  | ガイル・フリゴード               | 23     | LASK                                 |
| 1998-99  | エドゥアルド・グリーダー         | 22     | SVアウストリア・ザルツブルク         |
| 1999-00  | イヴィツァ・ヴァスティッチ       | 32     | SKシュトゥルム・グラーツ             |
| 2000-01  | ラドスワフ・ギレヴィチュ         | 22     | FCティロル・インスブルック           |
| 2001-02  | ローナルト・ブルンマイアー       | 27     | グラーツァーAK                       |
| 2002-03  | アクセル・ラワレー               | 21     | シュヴァルツ＝ヴァイス・ブレーゲンツ |
| 2003-04  | ローラント・コルマン             | 27     | グラーツァーAK                       |
| 2004-05  | クリスティアン・マイアーレープ   | 21     | SVパッシング                         |
| 2005-06  | サネル・クリッチ                 | 15     | SVリート                             |
| 2005-06  | ローラント・リンツ               | 15     | FKアウストリア・ウィーン             |
| 2006-07  | アレクサンダー・ツィックラー     | 22     | FCレッドブル・ザルツブルク           |
| 2007-08  | アレクサンダー・ツィックラー     | 16     | FCレッドブル・ザルツブルク           |
| 2008-09  | マルク・ヤンコ                   | 39     | FCレッドブル・ザルツブルク           |
| 2009-10  | シュテッフェン・ホフマン         | 20     | SKラピード・ウィーン                 |
| 2010-11  | ローラント・リンツ               | 21     | FKアウストリア・ウィーン             |
| 2010-11  | ローマン・キーナスト             | 21     | SKシュトゥルム・グラーツ             |
| 2011-12  | ヤコブ・ヤンチャー               | 14     | FCレッドブル・ザルツブルク           |
| 2011-12  | シュテファン・マイヤーホーファー | 14     | FCレッドブル・ザルツブルク           |
| 2012-13  | フィリップ・ホジナー             | 32     | FKアウストリア・ウィーン             |
| 2013-14  | ホナタン・ソリアーノ             | 31     | FCレッドブル・ザルツブルク           |
| 2014-15  | ホナタン・ソリアーノ             | 31     | FCレッドブル・ザルツブルク           |
| 2015-16  | ホナタン・ソリアーノ             | 21     | FCレッドブル・ザルツブルク           |
| 2016-17  | オラレンワジュ・カヨデ           | 17     | FKアウストリア・ウィーン             |
| 2017-18  | モアネス・ダブール               | 22     | FCレッドブル・ザルツブルク           |
| 2018-19  | モアネス・ダブール               | 20     | FCレッドブル・ザルツブルク           |
| 2019-20  | ション・ヴァイスマン             | 30     | ヴォルフスベルガーAC                 |
| 2020-21  | パトソン・ダカ                   | 27     | FCレッドブル・ザルツブルク           |
| 2021-22  | カリム・アデイェミ               | 17     | FCレッドブル・ザルツブルク           |
| 2022-23  | ギド・ブルクシュタラー           | 21     | SKラピード・ウィーン                 |